# Bertre
Bertre es una comuna francesa situada en el departamento de Tarn, en la región de Occitania.

## Demografía
| 105 | 104 | 123 | 69 | 69 | 66 | 111 |
| Para los censos de 1962 a 1999 la población legal corresponde a la población sin duplicidades (Fuente: INSEE [Consultar]) |     |     |    |    |    |     |